# リムー
リムー(Limoux)は、フランス南部、オクシタニー地域圏オード県にある人口9411人（1999年）の町である。

## 地理
オード県西部に位置し、カルカソンヌの南30kmに位置する。県内に三つある郡庁舎所在地の一つで、県内陸部の中心都市になっている。コルビエールなど、この地方で大量に生産されるワインをはじめとする農産物の集散地で、商業都市として発展している。

## 行事
毎年冬に行われるオックの伝統的な行事、「リムーのカーニバル」で知られる。

## 名物
- ピアノ博物館
- ワイナリー巡り
- スパークリングワイン発祥の地

1531年にこのリムー地域の修道僧が、世界初でスパークリング・ワインを発明しました。修道僧が偶然にワインを瓶の中に残していたところ、二次発酵が自然にはじまり、炭酸ガスが生まれた事が始まりです。 よって、シャンパーニュのドンペリニョン僧よりも早い時期から、リムーはスパークリング・ワインを作っていたことになります。

## ワイン
1993年にVDQSワインからAOCに昇格した。赤ワインはメルローを主体に、白ワインはシャルドネを主体に作られる。